# KS Sport
KS Sport es una empresa española dedicada a la producción de ropa y equipamientos deportivos con estructura comercial en Canarias y que da cobertura a todo el deporte. Su sede se encuentra en la isla de Gran Canaria, Canarias.
KS Sport fue fundada en 1982 como empresa dedicada a la producción de ropa y equipamiento deportivos, habiendo ampliado su negocio en la actualidad al mundo de la moda y del ocio. Actualmente produce ropa, calzado, y complementos para fútbol, balonmano, baloncesto, entre otros deportes. Su logo son las letras mayúsculas KS con las hojas de una palmera.